# Adrian Diel

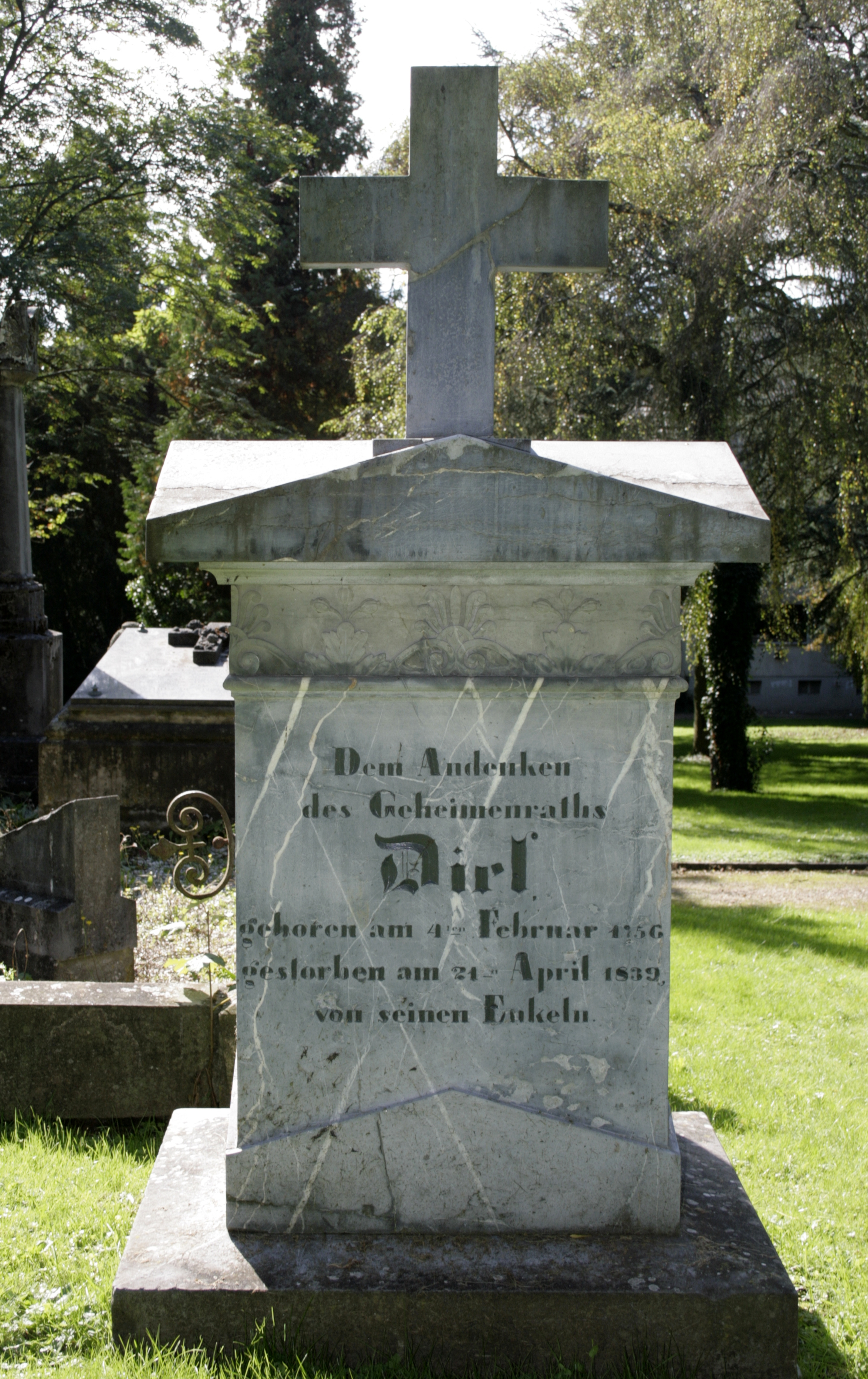
Síremléke a diezi temetőben

August Friedrich Adrian Diel (Gladenbach, 1756. február 4. – Diez, 1839. április 21.) német pomológus. 

## Életútja
Édesapja gyógyszerész volt. Adrian Diel Giessenben és Strassbourgban az orvosi pályára készült és azután szülőhelyén községi orvossá választották. 1790-ben Diezre költözött és egyúttal a már akkor híres emsi fürdő orvosa lett. Dielt a pomológiához kiváló hajlam vonzotta, egyike volt kora legjobb gyümölcsismerőinek és a gyümölcsnemek általa megállapított rendszeres beosztása általános elismerésben részesült. 

## Emlékezete
Tiszteletére nevezték el a körtefajták egyik legnemesebbikét, az általánosan ismert és kedvelt Diel vajkörtét. Szülőhelyén és Diezben is utca viseli a nevét.

## Művei
- Versuch einer Beschreibung der in Deutschland gewöhnlichen Kernobstsorten (Frankfurt 1799-1819)
- Systematische Beschreibung der in Deutschland gewöhnlichen Kernobstsorten (Stuttgart u. Tübingen 1821-32)
- Systematisches Verzeichniss der vorzüglich in Deutschland vorhandenen Obstsorten (Frankfurt 1818).
- Ueber den Gebrauch der Thermalbäder in Ems, 1825.
- Ueber den innerlichen Gebrauch der Thermalbäder in Ems, 1832.